# SMS Westfalen
SMS Westfalen  byla jednou ze čtyř bitevních lodí třídy Nassau, prvních dreadnoughtů postavených pro německé císařské námořnictvo (Kaiserliche Marine). Kýl byl položen v loděnici AG Weser v Brémách 12. srpna 1907, spuštěna na vodu byla zhruba o rok později 1. července 1908 a uvedena do služby u Širokomořského loďstva dne 16. listopadu 1909. Byla vyzbrojena dvanácti děly ráže 280 mm v šesti věžích po dvou v neobvyklém hexagonálním uspořádání.
Loď sloužila se třemi sesterskými loděmi po většinu první světové války v Severním moři, kde se účastnila několika výpadů. Ty vyvrcholily bitvou u Jutska ve dnech 31. května – 1. června 1916, kdy byl Posen zapojen do nočních bojů s britskými lehkými silami. Westfalen vedl německou linii po většinu večera a do následujícího dne, dokud flota nedosáhla přístavu ve Wilhelmshavenu. Při dalším postupu floty v srpnu 1916 byla loď poškozena torpédem z britské ponorky.
Westfalen se také zúčastnil několika nasazení v Baltském moři proti ruskému námořnictvu. První z nich byla bitva v Rižském zálivu, kde Westfalen podporoval německý námořní útok do zálivu. Westfalen byl poslán zpět na Balt v roce 1918 na podporu finských bílých gard ve finské občanské válce. Loď zůstala v Německu, zatímco většina floty byla po skončení války internována ve Scapa Flow. V roce 1919, po potopení německého loďstva ve Scapa Flow, byl Westfalen předán spojencům jako náhrada za potopené lodě. Poté byla poslána do Anglie, kde loď v roce 1924 rozebrali do šrotu.